# Buteo brachypterus
Buteo brachypterus là một loài chim trong họ Accipitridae.